# Pasta rellena

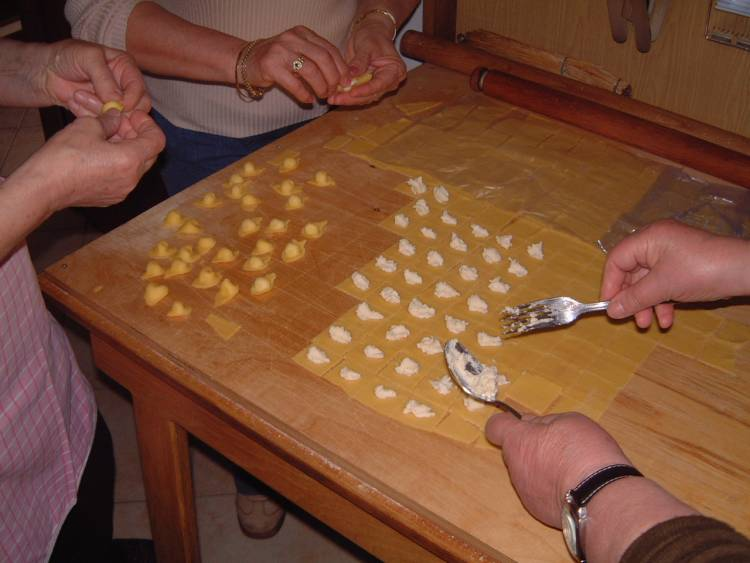
Preparación de cappelletti.

La pasta rellena es un tipo pasta elaborada con forma de hoja, al huevo o no, con un relleno a base de carne, pescado, verdura o queso.

## Origen
El origen de la pasta rellena se sitúa en las cortes medievales y renacentistas de la Italia central y septentrional. Es verdad que hay recetas similares en las cocinas de otros países, especialmente de China y Japón, pero tienen diferencias muy significativas en los ingredientes y en el método de elaboración y de cocción (a menudo elaboran pasta sin huevo que cuecen al vapor), que las hace totalmente distintas respecto a las de la cocina italiana y por extensión la occidental.

## En Italia
La pasta rellena está presente tradicionalmente en toda la Italia central y septentrional, pero sobre todo a lo largo del valle del Po, donde se desarrollaron las especialidades más populares.
- En el Piamonte se producen los agnolotti, con un relleno a base de carne de estofado al barolo u otras carnes asadas.
- En Lombardía son tradicionales los casonsei, con la característica forma de caramelo, y los agnolotti pavesi rellenos de carne estofada.
- En Liguria se hacen raviolis a base de carne cruda, queso y borraja, y pansoti.
- En Mantua son célebres los tortelli di zucca.
- En Emilia son famosos los tortellini, conteniendo prosciutto crudo, y también los anolini de Piacenza.
- En Romaña son tradicionales los cappelletti de Navidad, con un relleno a base de requesón (ricotta), y los crescioni (un tipo de piadina) con la forma característica de media luna.
- El panzerotto es un tipo de pasta con forma de media luna y un relleno magro (sin carne) extendida en el Véneto y la costa del Adriático. No debe confundirse con el panzerotto apulio, que es una variedad de pizza parecida al calzone.
- En Cerdeña son tradicionales los culurjonis.

Sin embargo, esta calificación es muy somera: hay de hecho un número casi incontable de recetas italianas regionales que incluyen cambios sustanciales en la receta básica. Incluso la terminología utilizada para describir las distintas variantes locales es extremadamente heterogénea y no es raro que el mismo producto pueda ser llamado tortellino en una localidad y raviolo a pocos kilómetros de distancia. O que productos con forma y relleno diferentes puedan tener el mismo nombre en diferentes lugares.
Como ejemplo de esta promiscuidad lingüística basta el ejemplo de Emilia-Romaña: los ravioli se llaman tortelli en Romaña. Los tortellini de Romaña suelen llamarse cappelletti aunque difieren en la forma y el relleno. Los cappelletti emilianos no suelen hacerse en Romaña, pero se les llama tortelli. Los tortelli como pasta rellena son conocidos y cocinados en toda Romaña. En la alta Romaña (Forlì) están también los tortelli nella lastra, parecidos a los crescioni pero con forma cuadrada (rellenos de calabaza y patata o a veces de hierbas), a diferencia de los crescioni propiamente dichos, que tienen forma de media luna, como una piadina. En el Piamonte se producen tortellini especialmente generosos y con un relleno magro que se llaman tortelloni.
Sin embargo, en general se considera válida la diferenciación entre los raviolis y agnolotti, basada en el hecho de que el primero suele contener un relleno de carne cruda y el segundo de carne asada o estofada.
- Datos: Q3897491
- Multimedia: Flour-dough dumplings / Q3897491